# Flemming (serie televisiva)
Flemming è una serie televisiva tedesca prodotta dal 2009 al 2012 da Phoenix Film.  Protagonista, nel ruolo del Dottor Vincent Flemming è l'attore Samuel Finzi; altri interpreti principali sono Claudia Michelsen, Anna Thalbach, Oliver Bröcker e Maren Kroymann.
La serie, trasmessa in prima visione dall'emittente ZDF, si compone di tre stagioni, per un totale di 22 episodi, della durata di 25 minuti ca. ciascuno  e una terza stagione è in produzione. Il primo episodio, intitolato Glanz in deinen Augen, fu trasmesso in prima visione il 13 novembre 2009; l'ultimo, intitolato Der Mord des Jahrhunderts, fu trasmesso in prima visione il 9 novembre 2012.

## Trama
Protagonista delle vicende è il Dottor Vincent Fleming, uno psicologo di Berlino, che, oltre a collaborare con un'emittente radiofonica, fornisce le proprie consulenze ad un commissariato di polizia della capitale tedesca.

## Episodi
| Stagione         | Puntate | Prima TV Germania | Prima TV Italia |
| ---------------- | ------- | ----------------- | --------------- |
| Prima stagione   | 6       | 2009              | inedita         |
| Seconda stagione | 8       | 2011              | inedita         |
| Terza stagione   | 8       | 2012              | inedita         |